# Lijst van voetbalinterlands Koeweit - Zuid-Korea
Deze lijst van voetbalinterlands is een overzicht van alle officiële voetbalinterlands tussen de nationale teams van Koeweit en Zuid-Korea. De landen hebben tot nu toe 27 keer tegen elkaar gespeeld. De eerste ontmoeting was een groepswedstrijd tijdens de Azië Cup 1972 op 12 mei 1972 in Bangkok (Thailand). Het laatste duel, een kwalificatiewedstrijd voor het Wereldkampioenschap voetbal 2026, vond plaats op 10 juni 2025 in Seoel.

## Wedstrijden
| №  | Plaats       | Datum             | Competitie             | Wedstrijd            | Uitslag |
| -- | ------------ | ----------------- | ---------------------- | -------------------- | ------- |
| 1  | Bangkok      | 12 mei 1972       | Azië Cup 1972          | Zuid-Korea − Koeweit | 1 − 2   |
| 2  | Teheran      | 5 september 1974  | Aziatische Spelen 1974 | Koeweit − Zuid-Korea | 4 − 0   |
| 3  | Seoel        | 9 oktober 1977    | WK 1978 kwalificatie   | Zuid-Korea − Koeweit | 1 − 0   |
| 4  | Koeweit      | 5 november 1977   | WK 1978 kwalificatie   | Koeweit − Zuid-Korea | 2 − 2   |
| 5  | Bangkok      | 12 december 1978  | Aziatische Spelen 1978 | Zuid-Korea − Koeweit | 2 − 0   |
| 6  | Koeweit      | 21 september 1980 | Azië Cup 1980          | Koeweit − Zuid-Korea | 0 − 3   |
| 7  | Koeweit      | 30 september 1980 | Azië Cup 1980          | Koeweit − Zuid-Korea | 3 − 0   |
| 8  | Kuala Lumpur | 18 oktober 1980   | Vriendschappelijk      | Zuid-Korea − Koeweit | 3 − 0   |
| 9  | Koeweit      | 29 april 1981     | WK 1982 kwalificatie   | Koeweit − Zuid-Korea | 2 − 0   |
| 10 | Singapore    | 5 december 1984   | Azië Cup 1984          | Zuid-Korea − Koeweit | 0 − 0   |
| 11 | Koeweit      | 5 maart 1985      | Vriendschappelijk      | Koeweit − Zuid-Korea | 1 − 0   |
| 12 | Beijing      | 1 oktober 1990    | Aziatische Spelen 1990 | Zuid-Korea − Koeweit | 1 − 0   |
| 13 | Hiroshima    | 7 oktober 1994    | Aziatische Spelen 1994 | Zuid-Korea − Koeweit | 0 − 1   |
| 14 | Hiroshima    | 15 oktober 1994   | Aziatische Spelen 1994 | Koeweit − Zuid-Korea | 2 − 1   |
| 15 | Abu Dhabi    | 10 december 1996  | Azië Cup 1996          | Koeweit − Zuid-Korea | 2 − 0   |
| 16 | Bangkok      | 11 december 1998  | Aziatische Spelen 1998 | Koeweit − Zuid-Korea | 0 − 1   |
| 17 | Tripoli      | 16 oktober 2000   | Azië Cup 2000          | Zuid-Korea − Koeweit | 0 − 1   |
| 18 | Jinan        | 27 juli 2004      | Azië Cup 2004          | Koeweit − Zuid-Korea | 4 − 0   |
| 19 | Seoel        | 9 februari 2005   | WK 2006 kwalificatie   | Zuid-Korea − Koeweit | 2 − 0   |
| 20 | Koeweit      | 8 juni 2005       | WK 2006 kwalificatie   | Koeweit − Zuid-Korea | 0 − 4   |
| 21 | Koeweit      | 6 september 2011  | WK 2014 kwalificatie   | Koeweit − Zuid-Korea | 1 − 1   |
| 22 | Seoel        | 29 februari 2012  | WK 2014 kwalificatie   | Zuid-Korea − Koeweit | 2 − 0   |
| 23 | Canberra     | 13 januari 2015   | Azië Cup 2015          | Koeweit − Zuid-Korea | 0 − 1   |
| 24 | Koeweit      | 8 oktober 2015    | WK 2018 kwalificatie   | Koeweit − Zuid-Korea | 0 − 1   |
| 25 |              |                   | WK 2018 kwalificatie   | Zuid-Korea − Koeweit | 3 − 0   |
| 26 | Koeweit      | 14 november 2024  | WK 2026 kwalificatie   | Koeweit − Zuid-Korea | 1 − 3   |
| 27 | Seoel        | 10 juni 2025      | WK 2026 kwalificatie   | Zuid-Korea − Koeweit | 4 − 0   |

## Samenvatting
| Competitie        | Totaal gespeeld | Winst Koeweit | Gelijk | Winst Zuid-Korea | Doelsaldo Koeweit – Zuid-Korea |
| ----------------- | --------------- | ------------- | ------ | ---------------- | ------------------------------ |
| WK-kwalificatie   | 11              | 1             | 2      | 8                | 6 − 23                         |
| Azië Cup          | 8               | 4             | 1      | 3                | 8 − 9                          |
| Aziatische Spelen | 6               | 3             | 0      | 3                | 7 − 5                          |
| Vriendschappelijk | 2               | 1             | 0      | 1                | 1 − 3                          |
| Totaal            | 27              | 9             | 3      | 15               | 22 − 40                        |

## Details

### Derde ontmoeting
| Kwalificatie WK 1978 (scheidsrechter Giulio Ciacci, Seoel, Zuid-Korea, 9 oktober 1977): |            |               |
| Zuid-Korea                                                                              | 1 – 0      | Koeweit       |
| Park Sang-in 59'                                                                        | goals      |               |
| Ham Heung-chul                                                                          | bondscoach | Mário Zagallo |

### Vierde ontmoeting
| Kwalificatie WK 1978 (scheidsrechter Jean Dubach, Koeweit-Stad, Koeweit, 5 november 1977): |            |                              |
| Koeweit                                                                                    | 2 – 2      | Zuid-Korea                   |
| Bouabbas Faisal Al-Dakhil                                                                  | goals      | Cha Bun-keun Chor Chong-doek |
| Ham Heung-chul                                                                             | bondscoach | Mário Zagallo                |

### Zesde ontmoeting
| Azië Cup 1980 (scheidsrechter Toshikazu Sano, Koeweit-Stad, Koeweit, 21 september 1980): |            |                                                       |
| Koeweit                                                                                  | 0 – 3      | Zuid-Korea                                            |
|                                                                                          | goals      | 47' Hwang Seok-keun 71' Choi Soon-ho 78' Choi Soon-ho |
| Carlos Alberto Parreira                                                                  | bondscoach | Kim Jung-nam                                          |

### Zevende ontmoeting
| Azië Cup 1980 (scheidsrechter Sudarso Hardjowasito, Koeweit-Stad, Koeweit, 30 september 1980): |            |              |
| Koeweit                                                                                        | 3 – 0      | Zuid-Korea   |
| Saad Al-Houti 8' Faisal Al-Dakhil 34' Faisal Al-Dakhil 69'                                     | goals      |              |
| Carlos Alberto Parreira                                                                        | bondscoach | Kim Jung-nam |

### Negende ontmoeting
| Kwalificatie WK 1982 (scheidsrechter Aristizábal Murcia, Koeweit-Stad, Koeweit, 29 april 1981): |            |              |
| Koeweit                                                                                         | 2 – 0      | Zuid-Korea   |
| Abdulaziz Al-Anbari Nasser Al-Ghanen                                                            | goals      |              |
| Carlos Alberto Parreira                                                                         | bondscoach | Kim Jung-nam |

### Tiende ontmoeting
| Azië Cup 1984 (scheidsrechter Cheung Kwok-kui, Singapore, 5 december 1984): |            |               |
| Zuid-Korea                                                                  | 0 – 0      | Koeweit       |
|                                                                             | goals      |               |
| Moon Jung-sik                                                               | bondscoach | Antônio Lopes |

### Dertiende ontmoeting
| Aziatische Spelen 1994 (Miyoshi, Japan, 7 oktober 1994): |            |                      |
| Zuid-Korea                                               | 0 – 1      | Koeweit              |
|                                                          | goals      | 73' Basheer Salboukh |
| Anatolij Bysjovets                                       | bondscoach | Valery Lobanovsky    |

### Veertiende ontmoeting
| Aziatische Spelen 1994 (Hiroshima, Japan, 15 oktober 1994): |            |                   |
| Koeweit                                                     | 2 – 1      | Zuid-Korea        |
| Wael Sulaiman 8' Fawaz Al-Ahmad 20'                         | goals      | 5' Seo Jung-won   |
| Anatolij Bysjovets                                          | bondscoach | Valery Lobanovsky |

### Vijftiende ontmoeting
| Azië Cup 1996 (scheidsrechter Mohammed Abdullah, Abu Dhabi, Verenigde Arabische Emiraten, 10 december 1996):                                                                                   |              | |
| Koeweit | 2 – 0        | Zuid-Korea |
| Jassem Al-Houwaidi 60' Bashar Abdulaziz 87' | goals        | |
| Milan Máčala | bondscoach   | Park Jong-hwan |
| Falah Al-Majidi Osama Abdullah Jamal Abdulrahman 70' Yousif Al-Dakhi Bader Al-Halabeej Wail Al-Habashi Abdullah Saihan Esam Sakeen 46' Mohammad Al-Khaledi Bashar Abdulaziz Jassem Al-Houwaidi | opstellingen | Kim Byung-ji Kim Pan-keun Park Gwang-hyun Kang Chul Huh Ki-tai Ko Jeong-woon Lee Young-jin Yoo Sang-chul 57' Ha Seok-ju Hwang Sun-hong Kim Joo-sung |
| Hani Al-Saqer 46' Sami Al-Lenqawi 70' | wissels      | 57' Shin Hong-gi |
| Wail Al-Habashi Sami Al-Lenqawi | gele kaarten | |

### Zeventiende ontmoeting
| Azië Cup 2000 (scheidsrechter Brian Hall, Tripoli, Libanon, 16 oktober 2000):                                                                            |              | |
| Zuid-Korea | 0 – 1        | Koeweit |
| | goals        | 43' Jassem Al-Houwaidi |
| Hong Myung-bo | bondscoach   | Dušan Uhrin |
| Lee Woon-jae Kang Chul Kim Sang-sik Park Jae-hong Sim Jae-won Park Jin-sub 45' Yoo Sang-chul Noh Jung-youn 67' Lee Young-pyo Seol Ki-hyeon Lee Dong-gook | opstellingen | Falah Al-Majidi Osama Abdullah Jamal Abdulrahman Ali Asel Nohayer Al-Shammari 63' Bader Al-Halabeej Saleh Al-Azemi Bashar Abdulaziz Ahmad Mutairi 78' Naser Al-Othman 71' Jassem Al-Houwaidi |
| Yoon Jong-hwan 67' Ha Seok-ju 45' | wissels      | 63' Abdullah Saihan 71' Faraj Laheeb 78' Esam Al-Kandari |
| Park Jin-sub | gele kaarten | |

### Achttiende ontmoeting
| Azië Cup 2004 (scheidsrechter Shamsul Maidin, Jinan, China, 27 juli 2004):                                                                                |              | |
| Zuid-Korea | 4 – 0        | Koeweit |
| Lee Dong-gook 25' Lee Dong-gook 41' Cha Du-ri 45' Ahn Jung-hwan 76'                                                                                       | goals        | |
| Jo Bonfrère | bondscoach   | Mohammed Ibrahim |
| Lee Woon-jae Choi Jin-cheul Lee Min-sung Kim Jin-kyu Park Jin-sub Kim Nam-il 60' Lee Young-pyo Park Ji-sung Seol Ki-hyeon Cha Du-ri 79' Lee Dong-gook 65' | opstellingen | Shebab Kankone Yaqoub Abdullah Nohayer Al-Shammari Musaed Al-Enezi 75' Khaled Al-Shammari Jarah Al-Ateeqi Abdulrahman Al-Dawood Nawaf Al-Mutairi Bashar Abdulaziz 46' Bader Al-Muttwa Hussain Seraj |
| Park Yo-seb 60' Ahn Jung-hwan 65' Kim Eun-jung 79' | wissels      | 46' Fahad Al-Hamad 75' Ali Asel |
| Choi Jin-cheul Kim Jin-kyu | gele kaarten | Musaed Al-Enezi Bader Al-Muttwa |

### Negentiende ontmoeting
| Kwalificatie WK 2006 (scheidsrechter Shamsul Maidin, Seoel, Zuid-Korea, 9 februari 2005):                                                                 |              | |
| Zuid-Korea | 2 – 0        | Koeweit |
| Lee Dong-gook 24' Lee Young-pyo 81' | goals        | |
| Jo Bonfrère | bondscoach   | Slobodan Pavković |
| Lee Woon-jae Yoo Kyoung-youl Park Jae-hong Park Dong-hyuk Kim Dong-jim Park Ji-sung Lee Young-pyo Kim Nam-il Seol Ki-hyeon Lee Dong-gook Lee Chun-soo 70' | opstellingen | Khaled Al-Fadhli Nohayer Al-Shammari Khaled Al-Shammari Ali Asel Musaed Al-Enezi Ahmad Al-Shammari 54' Nawaf Al-Mutairi Mohammad Al-Mutairi 61' Abdulrahman Al-Dawood Waleed Jumah Bader Al-Muttwa |
| Chung Kyung-ho 70' | wissels      | 54' Fahad Al-Hamad 61' Bashar Abdulaziz |
| Park Jae-hong | gele kaarten | Khaled Al-Shammari Ali Asel Musaed Al-Enezi Mohammad Al-Mutairi |

### Twintigste ontmoeting
| Kwalificatie WK 2006 (scheidsrechter Adunyachart Khanthama, Koeweit-Stad, Koeweit, 8 juni 2005):                                                                                      |              | |
| Koeweit | 0 – 4        | Zuid-Korea |
| | goals        | 19' Park Chu-young 29' Lee Dong-gook 55' Chung Kyung-ho 61' Park Ji-sung                                                                                      |
| Mohammed Ibrahim | bondscoach   | Jo Bonfrère |
| Shebab Kankone Nohayer Al-Shammari Yaqoub Abdullah 70' Fahad Awadh 45' Ali Asel 58' Hussain Al-Shammari Musaed Al-Enezi Khaled Zadah Nawaf Al-Mutairi Fahad Al-Hamad Bashar Abdulaziz | opstellingen | Lee Woon-jae Yoo Kyoung-youl Kim Jin-kyu Kim Han-yoon 68' Kim Jin-dong Kim Jung-woo Park Ji-sung Lee Young-pyo Park Chu-young 80' Lee Dong-gook 54' Cha Du-ri |
| Bader Al-Muttwa 45' Khaled Al-Shammari 58' Naser Al-Othman 70' | wissels      | 54' Chung Kyung-ho 68' Kwak Hee-ju 80' Ahn Jung-hwan |
| Yaqoub Abdullah Musaed Al-Enezi | gele kaarten | Kim Han-yoon Kim Jung-woo Cha Du-ri |

### 21ste ontmoeting
| Kwalificatie WK 2014 (scheidsrechter Mohsen Torky, Koeweit-Stad, Koeweit, 6 september 2011):                                                                                       |              | |
| Koeweit | 1 – 1        | Zuid-Korea |
| Hussain Fadhel 54' | goals        | 9' Park Chu-young |
| Goran Tufegdžić | bondscoach   | Cho Kwang-rae |
| Nawaf Al-Khaldi Mohammad Sanad Hussain Fadhel Fahad Awadh Amer Al-Matoug 80' Fahad Al-Ebrahim Fahad Al-Enezi Talal Al-Amer 88' Waleed Jumah 75' Bader Al-Muttwa Yousef Al-Sulaiman | opstellingen | Jung Sung-ryong Hong Jeong-ho Hong Chul Lee Jung-soo 17' Cha Du-ri Lee Yong-rae Ki Sung-yueng 65' Nam Tae-hee 79' Koo Ja-cheol Ji Dong-won Park Chu-young |
| Abdulaziz Al-Enezi 75' Ahmad Al-Rashidi 80' Jarah Al-Ateeqi 88' | wissels      | 17' Kim Jae-sung 65' Yeom Ki-hun 79' Kim Jung-woo |
| Waleed Jumah 50' | gele kaarten | 90' Kim Jae-sung |

### 22ste ontmoeting
| Kwalificatie WK 2014 (scheidsrechter Yuichi Nishimura, Seoel, Zuid-Korea, 29 februari 2012):                                                                    |              | |
| Zuid-Korea | 2 – 0        | Koeweit |
| Lee Dong-gook 65' Lee Keun-ho 71' | goals        | |
| Choi Kang-hee | bondscoach   | Goran Tufegdžić |
| Jung Sung-ryong Kwak Tae-hwi Choi Hyo-jim Lee Jung-soo Kim Sang-sik 79' Park Won-jae Kim Do-heon 52' Lee Keun-ho Han Sang-woon 65' Lee Dong-gook Park Chu-young | opstellingen | Nawaf Al-Khaldi 78' Mohammad Sanad Fahad Awadh Yaqoub Abdullah Musaed Al-Enezi 67' Talal Al-Enezi Fahad Al-Ebrahim Waleed Jumah Fahad Al-Enezi Bader Al-Muttwa Yousef Al-Sulaiman |
| Ki Sung-yeung 52' Kim Shin-wook 65' Kim Sung-jae 79' | wissels      | 78' Abdulaziz Al-Enezi 67' Hamad Al-Enezi |
| Kim Shin-wook 79' Ki Sung-yeung 81' | gele kaarten | 4' Bader Al-Muttwa 38' Talal Al-Enezi 76' Musaed Al-Enezi 81' Fahad Al-Ebrahimi                                                                                                   |

### 23ste ontmoeting
| Azië Cup 2015 (scheidsrechter Alireza Faghani, Canberra, Australië, 12 januari 2015): |                 | |
| Koeweit | 0 – 1           | Zuid-Korea |
| | goals (assists) | 36' Nam Tae-hee (Cha Du-ri) |
| Nabil Maâloul | bondscoach      | Uli Stielike |
| Hameed Youssef Amer Al-Matoug Fahad Awadh Sultan Al-Enezi 64' Musaed Al-Enezi Ali Al-Maqseed Fahad Al-Hajeri Abdullah Al-Buraiki 75' Abdulaziz Al-Enezi Fahad Al-Ebrahim Yousef Al-Sulaiman 76' | opstellingen    | Kim Seung-gyu Kim Jin-su Park Joo-ho 76' Kim Min-woo Kim Young-gwon Jang Hyun-soo Cha Du-ri 86' Nam Tae-hee 46' Lee Myung-joo Ki Sung-yueng Lee Ko-heun |
| Bader Al-Muttwa 64' Faisal Zaid 75' Faisal Al-Enezi 76' | wissels         | 46' Cho Young-cheol 76' Lee Jung-hyup 86' Han Kook-young                                                                                                |
| Fahad Awadh 35' | gele kaarten    | 19' Jang Hyun-soo 42' Nam Tae-hee 70' Cha Du-ri |

KFA · A-internationals · Bondscoaches · Statistieken · Koeweits vrouwenelftal · Koeweit U21 · Koeweit U20 · Koeweit U19 · Koeweit U18 · Koeweit U17
1960 – 1969 · 
1970 – 1979 · 
1980 – 1989 · 
1990 – 1999 · 
2000 – 2009 · 
2010 – 2019 ·
2020 − 2029
WK 1982
OS 1980 ·
OS 1992 ·
OS 2000
1961 · 
1962 · 
1963 · 
1964 · 
1965 · 
1966 · 
1967 · 
1968 · 
1969 · 
1970 · 
1971 · 
1972 · 
1973 · 
1974 · 
1975 · 
1976 · 
1977 · 
1978 · 
1979 · 
1980 · 
1981 · 
1982 · 
1983 · 
1984 · 
1985 · 
1986 · 
1987 · 
1988 · 
1989 · 
1990 · 
1991 · 
1992 · 
1993 · 
1994 · 
1995 · 
1996 · 
1997 · 
1998 · 
1999 · 
2000 · 
2001 · 
2002 · 
2003 · 
2004 · 
2005 · 
2006 · 
2007 · 
2008 · 
2009 · 
2010 · 
2011 · 
2012 · 
2013 ·
2014 ·
2015 ·
2016 ·
2017 ·
2018 ·
2019 ·
2020 ·
2021 ·
2022
Afghanistan ·
Algerije ·
Armenië ·
Australië ·
Azerbeidzjan ·
Bahrein ·
Bangladesh ·
Bhutan ·
Bosnië en Herzegovina ·
Bulgarije ·
Cambodja ·
China ·
Colombia · 
Cyprus ·
DDR ·
Duitsland ·
Ecuador ·
Egypte ·
Engeland ·
Filipijnen ·
Finland ·
Frankrijk ·
Hongarije · 
Hongkong ·
IJsland ·
India ·
Indonesië ·
Irak ·
Iran ·
Ivoorkust ·
Japan ·
Jemen ·
Jordanië ·
Kameroen ·
Kazachstan ·
Kenia ·
Kirgizië ·
Laos ·
Letland ·
Libanon ·
Libië ·
Litouwen ·
Macau ·
Maleisië ·
Mali ·
Malta ·
Marokko ·
Mongolië ·
Myanmar ·
Nepal ·
Nieuw-Zeeland ·
Noord-Korea ·
Noorwegen ·
Oeganda ·
Oezbekistan ·
Oman ·
Pakistan ·
Palestina ·
Polen ·
Portugal ·
Qatar ·
Saoedi-Arabië ·
Singapore ·
Slowakije ·
Soedan ·
Sovjet-Unie ·
Syrië ·
Tadzjikistan ·
Taiwan ·
Thailand ·
Trinidad en Tobago ·
Tsjechië ·
Tsjecho-Slowakije ·
Tunesië ·
Turkmenistan ·
Verenigde Arabische Emiraten ·
Verenigde Staten ·
Vietnam ·
Wales ·
Zambia ·
Zimbabwe ·
Zuid-Korea ·
Zuid-Vietnam
Engeland (1982) · 
Frankrijk (1982) · 
Tsjecho-Slowakije (1982)
KFA · A-internationals · Selecties · Bondscoaches · Zuid-Koreaans vrouwenelftal · Olympisch elftal · Zuid-Korea U21 · Zuid-Korea U20 · Zuid-Korea U19 · Zuid-Korea U18 · Zuid-Korea U17
1940 – 1949 ·
1950 – 1959 ·
1960 – 1969 ·
1970 – 1979 ·
1980 – 1989 ·
1990 – 1999 ·
2000 – 2009 ·
2010 – 2019 ·
2020 − 2029
WK 1954 · 
WK 1986 · 
WK 1990 · 
WK 1994 · 
WK 1998 · 
WK 2002 · 
WK 2006 · 
WK 2010 · 
WK 2014 · 
WK 2018
OS 1948 ·
OS 1964 ·
OS 1988 ·
OS 1992 ·
OS 1996 ·
OS 2000 ·
OS 2004 ·
OS 2008 ·
OS 2012 ·
OS 2016 ·
OS 2020
1948 ·
1949 ·
1950 · 
1951 · 1952 · 
1953 · 
1954 · 
1955 · 
1956 · 
1957 · 
1958 · 
1959 ·
1960 · 
1961 · 
1962 · 
1963 · 
1964 · 
1965 · 
1966 · 
1967 · 
1968 · 
1969 ·
1970 · 
1971 · 
1972 · 
1973 · 
1974 · 
1975 · 
1976 · 
1977 · 
1978 · 
1979 ·
1980 · 
1981 · 
1982 · 
1983 · 
1984 · 
1985 · 
1986 · 
1987 · 
1988 · 
1989 ·
1990 ·
1991 · 
1992 · 
1993 · 
1994 · 
1995 · 
1996 · 
1997 · 
1998 · 
1999 · 
2000 · 
2001 · 
2002 · 
2003 · 
2004 · 
2005 · 
2006 · 
2007 · 
2008 · 
2009 · 
2010 · 
2011 ·
2012 ·
2013 ·
2014 ·
2015 ·
2016 ·
2017 ·
2018 ·
2019 ·
2020 ·
2021 ·
2022 ·
2023 ·
2024
Afghanistan ·
Algerije ·
Angola ·
Argentinië ·
Australië ·
Bahrein ·
Bangladesh ·
België ·
Bolivia ·
Bosnië en Herzegovina ·
Brazilië ·
Brunei ·
Bulgarije ·
Burkina Faso ·
Cambodja ·
Canada ·
Chili ·
China ·
Colombia ·
Costa Rica ·
Cuba ·
Denemarken ·
Duitsland ·
Ecuador ·
Egypte ·
El Salvador ·
Engeland ·
Filipijnen ·
Finland ·
Frankrijk ·
Georgië ·
Ghana ·
Griekenland ·
Guam ·
Guatemala ·
Haïti ·
Honduras ·
Hongarije ·
Hongkong ·
IJsland ·
India ·
Indonesië ·
Irak ·
Iran ·
Israël ·
Italië ·
Ivoorkust ·
Jamaica ·
Japan ·
Jemen ·
Joegoslavië ·
Jordanië ·
Kameroen ·
Kazachstan ·
Kenia ·
Kirgizië ·
Koeweit ·
Kroatië ·
Laos ·
Letland ·
Libanon ·
Libië ·
Luxemburg ·
Macau ·
Malediven ·
Maleisië ·
Mali ·
Malta ·
Marokko ·
Mexico ·
Moldavië ·
Mongolië ·
Myanmar ·
Nederland ·
Nepal ·
Nieuw-Zeeland ·
Nigeria ·
Noord-Ierland ·
Noord-Korea ·
Noord-Macedonië ·
Noorwegen ·
Oekraïne ·
Oezbekistan ·
Oman ·
Pakistan ·
Palestina ·
Panama ·
Paraguay ·
Peru ·
Polen ·
Portugal ·
Qatar ·
Roemenië ·
Rusland ·
Saoedi-Arabië ·
Schotland ·
Senegal ·
Servië ·
Servië en Montenegro ·
Singapore ·
Slowakije ·
Soedan ·
Spanje ·
Sri Lanka ·
Syrië ·
Tadzjikistan ·
Taiwan ·
Thailand ·
Togo ·
Trinidad en Tobago ·
Tsjechië ·
Tunesië ·
Turkije ·
Turkmenistan ·
Uruguay ·
Venezuela ·
Verenigde Arabische Emiraten ·
Verenigde Staten ·
Vietnam ·
Wales ·
Wit-Rusland ·
Zambia ·
Zuid-Jemen ·
Zuid-Vietnam ·
Zweden ·
Zwitserland
Algerije (2014) · 
Australië (2015, 2) ·
België (2014) · 
Duitsland (2018) · 
Frankrijk (2006) · 
Griekenland (2010) ·
Mexico (2018) ·
Nigeria (2010) · 
Portugal (2022) · 
Rusland (2014) · 
Togo (2006) · 
Zweden (2018) ·
Zwitserland (2006)